# صدای بلند
صدای بلند (انگلیسی: The Big Noise) فیلمی در ژانر کمدی و زوج هنری به کارگردانی مالکوم سنت کلیر است که در سال ۱۹۴۴ منتشر شد.

## بازیگران
- استن لورل
- اولیور هاردی
- آرتور اسپیس
- دوریس مریک
- استر هوارد
- رابرت بلیک
- ودا ان برگ
- فرانک فنتون
- جیمز بوش
- فیلیپ فن زانت
- رابرت دادلی
- ادگار دیرینگ
- دل هندرسون
- فرانسیس فورد
- جورج ملفورد
- جک نورتون
- چارلز سی. ویلسون